# 米尔科·茨韦特科维奇
米尔科·茨韦特科维奇（發音：[mǐːrkɔ tsʋɛ̂tkɔʋitɕ]；1950年8月16日—）1950年生于扎耶查尔，塞尔维亚政治家，曾任塞尔维亚财政部长（2007年－2008年）和塞尔维亚总理（2008年－2012年）。